# Ковтанюк, Лариса Валентиновна
Лари́са Валенти́новна Ковтаню́к (род. 25 января 1972, Артём, Приморский край, СССР) — российский математик, специалист в области прикладной математики, деформации твердых тел, профессор РАН (2018), член-корреспондент РАН (2019).
Руководитель лаборатории механики необратимого деформирования Института автоматики и процессов управления ДВО РАН.

## Научная деятельность
Специалист в области механики деформируемого твёрдого тела.
Одна из авторов оригинального подхода для моделирования больших деформаций материалов с упругими, пластическими и вязкими свойствами, основанного на описании обратимых и необратимых деформаций дифференциальными уравнениями изменения (переноса).
Автор теории интенсивного формоизменения материалов, сохраняющей основные достоинства классических подходов и имеющей перспективы для расчётного прогнозирования в ряде промышленных технологий изготовления конструкционных элементов.
Под её руководством защищено 5 кандидатских диссертаций.